# Онотоа
Онотоа (англ. Onotoa) — атол у південній частині островів Гілберта в Тихому океані. Лежить за 53 км на південний схід від групи островів Табітеуеа та за 65 км на південний захід від атола Тамана.

## Географія
Як і багато інших атолів в архіпелазі Гілберта, Онотоа є групою маленьких острівців, сконцентрованих у східній частині групи островів. У центрі Онотоа лежить лагуна. Західний берег острова є зануреним під воду рифом.

## Демографія
Відповідно до перепису 2010 року населення атола Онотоа становило 1519 осіб.
| Назва      | Назва англійською | Населення, осіб (2010) |
| ---------- | ----------------- | ---------------------- |
| Текава     | Tekawa            | 162                    |
| Танаенаг   | Tanaenag          | 186                    |
| Буарікі    | Buariki           | 299                    |
| Темао      | Temao             | 226                    |
| Отовае     | Otowae            | 210                    |
| Аїакі      | Aiaki             | 202                    |
| Табуарорае | Tabuarorae        | 234                    |
| Разом      |                   | 1519                   |